# Затворнически рок
„Затворнически рок“ (на английски: Jailhouse Rock) е американски игрален филм от 1957 година на режисьора Ричард Торпе, по сценарий на Гай Троспер и Недрик Янг. Оператор е Робърт Дж. Бронър. Музиката във филма е композирана от Джеф Александър.

## Актьорски състав
| Роля           | Изпълнител      |
| -------------- | --------------- |
| Винс Еверет    | Елвис Пресли    |
| Пеги Ван Алден | Джуди Тайлър    |
| Ханк Хаугтън   | Мики Шонеси     |
| Г-н Шорс       | Вон Тейлър      |
| Шери Уилсън    | Дженифър Холдън |
| Теди Талбот    | Дийн Джоунс     |